# Palazzo della Congregazione di Carità
Il Palazzo della Congregazione di Carità è uno storico edificio della città piemontese di Ivrea in Italia.

## Storia
L'edificio venne ristrutturato e ampliato, andando a inglobare diversi edifici preesistenti, nella prima metà del XIX secolo su disegno dell'architetto Gaetano Bertolotti. Il sito era occupato in età romana dal teatro della città di Eporedia, i cui resti si sono conservati sino al giorno d'oggi.

## Descrizione
L'edificio, con affaccio sulla piazza Ferruccio Nazionale altrimenti detta di Città, è attiguo alla chiesa di Sant'Ulderico e prospiciente il Palazzo di Città. Presenta uno stile neoclassico.